# Метротрамвай
Метротрам (также — преметро, пре-метро (от англ. Premetro); подзе́мный трамва́й; разг. — метротрам) — легкорельсовый обособленный (внеуличный) общественный транспорт, вид скоростного трамвая (и обычного) с наземными и подземными или надземными участками;  отличается от скоростного трамвая внеуличным пролеганием сети, разновидность метрополитена.

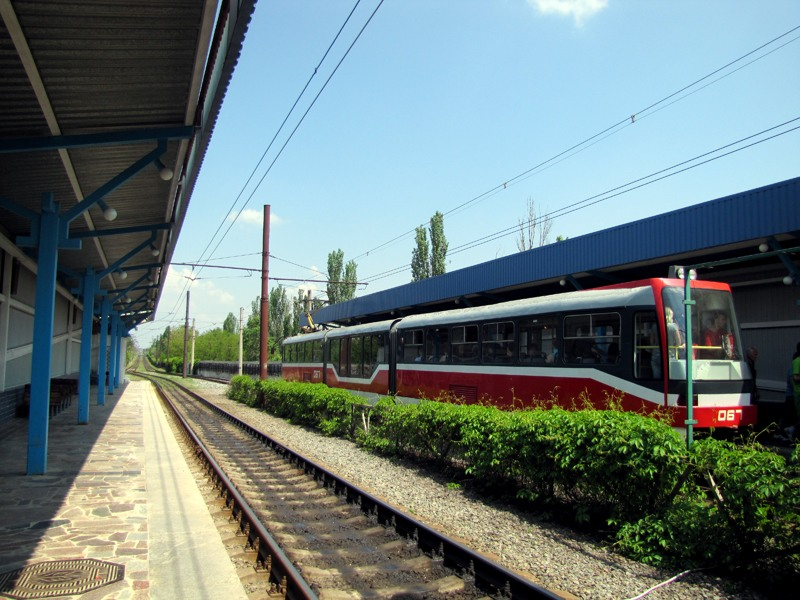
Криворожский метротрам

Подземные участки и станции выполнены по типу тоннеля метрополитена и станции (в России это касается, в частности, Волгоградского скоростного трамвая), надземные — по типу эстакадного транспорта.

## Города

### Украина
Среди стран бывшего СССР метротрам действует на Украине в Кривом Роге с 1986 (см. статью Криворожский скоростной трамвай).

### Россия
21 мая 2021 года было объявлено о строительстве трёх линий подземного трамвая в Челябинске. Планируется использовать первый участок метрополитена. Проект представил губернатор Челябинской области Алексей Текслер. Строительство планировалось закончить к 2024 году. В 2011 году в Челябинске в связи с недостатком финансирования и невозможностью в разумные сроки развить сеть метрополитена до значимых для города размеров снова рассматривался вариант использования строящихся тоннелей первого участка метро для размещения трамвайных линий. Никакого решения тогда принято не было.
В Красноярске метротрам планируется построить в 2026 году.
Также среди стран бывшего СССР метротрам действует в России в Волгограде с 1984 года (см. статью Волгоградский скоростной трамвай).

### Германия
Наибольшее распространение подземные трамваи имеют в Германии, в первую очередь в области Рейн-Рур. Обычно подземные участки имеют скоростные трамвайные системы — штадтбаны (нем. Stadtbahn). В некоторых городах подземные участки имеют системы обычного трамвая.
Подземные участки трамвая имеются в  Бергиш-Гладбахе (трамвайная система Кёльна), Билефельде, Бонне, Бохуме, Ганновере, Гельзенкирхене (общая трамвайная система с Бохумом), Дортмунде, Дуйсбурге, Дюссельдорфе, Зигбурге (трамвайная система Бонна), Кёльне, Людвигсхафене, Мангейме, Мюльхайме-ан-дер-Руре (трамвайная система Эссена), Ростоке, Франкфурте-на-Майне, Хёрне (трамвайная система Бохум-Гельзенкирхен), Штутгарте, Эссене.

### В других странах

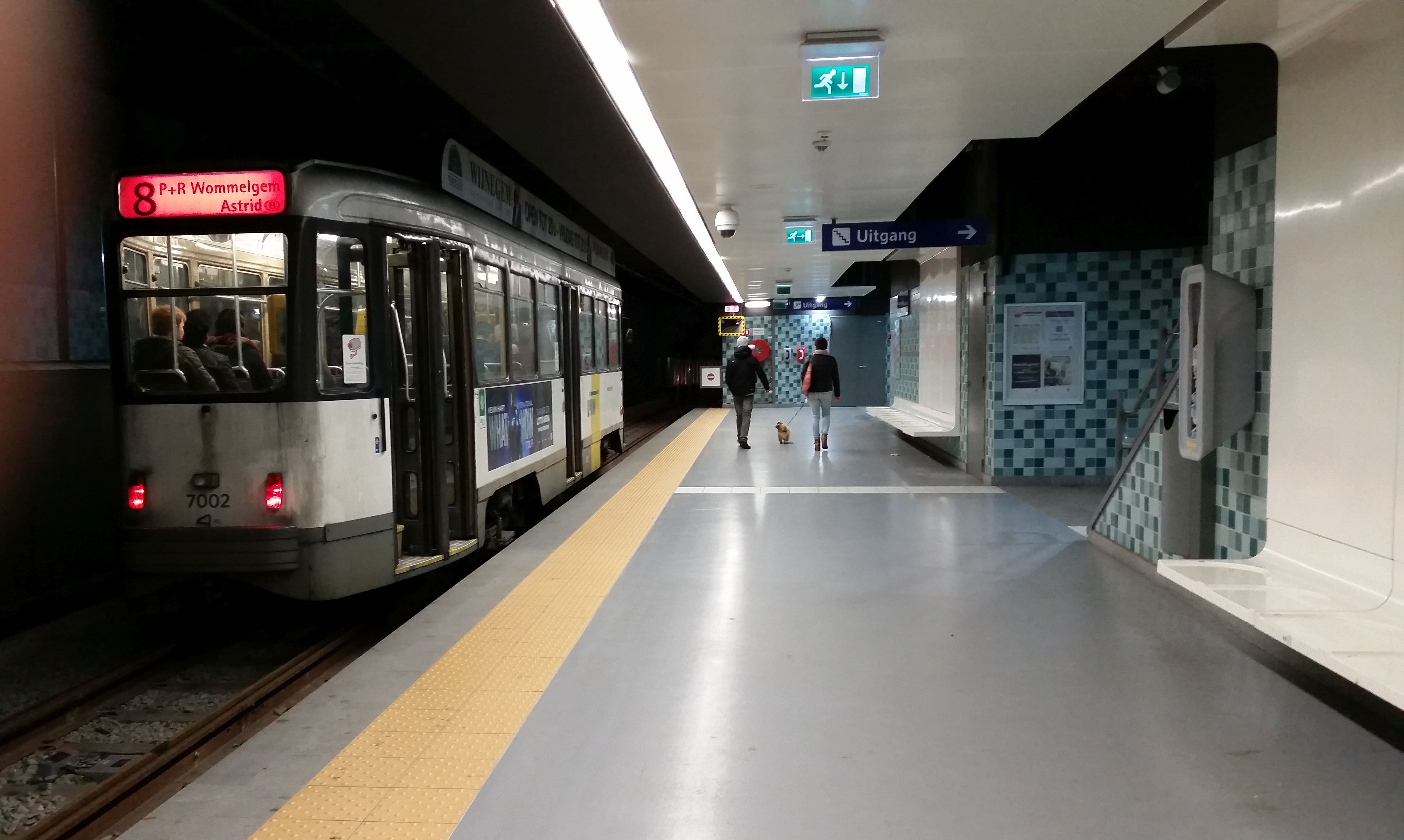
Подземный трамвай в Антверпене, Бельгия

В других странах Европы линии подземного трамвая существуют в трёх городах Бельгии. В Антверпене и Брюсселе они называются пре-метро. В Шарлеруа имеют название лёгкое метро. В Нидерландах подземный участок трамвая есть в Гааге. В столице Австрии линия метро U-6 обслуживается трамвайным составом. Также в Вене подземные участки имеют трамвайные маршруты. В Португалии подземный трамвай имеется в городе Порту (метро Порту). В Испании подземные трамваи имеются в Мадриде (легкое метро), Малаге (метро Малаги), Севилье (метро Севильи), Аликанте (метротрам Аликанте) Барселоне (Трамвай Барселоны) и Валенсии (Валенсийский трамвай).
Под землёй проходит часть маршрута Тель-Авивского трамвая в Израиле.
В европейской части Стамбула подземным трамваем является маршрут Т-4. Во Франции, в Ницце и в Руане часть маршрута трамвая проходит под землёй.
В США подземные трамваи имеются в Бостоне (Зелёная линия в тоннелях под Тремонт стрит и Бойлстон стрит), Сан-Франциско (Muni Metro под Маркет стрит), Лос-Анжелесе (линии A, C, L, E в районе Даунтаун).